# Premio Nacional de Medio Ambiente
El Premio Nacional de Medio Ambiente es un premio concedido anualmente por el Ministerio de Medio Ambiente de España. Inicialmente, se concedió de forma ininterrumpida desde 1986 hasta 2009. Tras varios años sin convocarse, en 2021 se recuperaron. Se conceden varios premios, algunos de ellos llevan los nombres de destacados naturalistas como Félix Rodríguez de la Fuente o Lucas Mallada.

## Galardonados
| Año  | Galardón                                                                         | Otorgado a |
| ---- | -------------------------------------------------------------------------------- | --- |
| 1985 | Premio Nacional de Medio Ambiente                                                | Asociación para la Defensa de la Naturaleza y los Recursos de Extremadura (ADENEX)                                                                               |
| 1986 | Premio Nacional «Félix Rodríguez de la Fuente de Conservación de la Naturaleza»  | Javier Blasco Zumeta |
| 1991 | Premio Nacional de Medio Ambiente                                                | Eduardo Martínez de Pisón |
| 1991 | Premio Nacional de Medio Ambiente mención especial                               | Joaquín Araújo Ponciano |
| 1992 | Premio Nacional de Medio Ambiente                                                | Servicio de Protección de la Naturaleza (SEPRONA) |
| 1997 | Premio Nacional de Medio Ambiente a los medios de comunicación                   | Joaquín Araújo Ponciano |
| 1998 | Premio Nacional de Medio Ambiente a persona física                               | Pedro Costa Morata |
| 1998 | Premio Nacional de Medio Ambiente a ONG                                          | Asociación para el Estudio y Mejora de los Salmónidos – Ríos con Vida (AEMS-Ríos con Vida)                                                                       |
| 1998 | Premio Nacional de Medio Ambiente a los medios de comunicación                   | Julen Rekondo Bravo |
| 1998 | Premio Nacional de Medio Ambiente mención especial                               | Empresa Municipal de Transportes de Madrid |
| 2000 | Premio Nacional “Lucas Mallada" de Economía y Medio Ambiente                     | José Manuel Naredo Pérez |
| 2000 | Premio Nacional de Medio Ambiente mención especial                               | Ayuntamiento de Ohanes |
| 2000 | Premio Nacional de Medio Ambiente Aqua                                           | Centro de Estudios Hidrográficos (CEH) Cedex |
| 2000 | Premio Nacional «Félix Rodríguez de la Fuente de Conservación de la Naturaleza»  | Francisco Díaz Pineda |
| 2001 | Premio Nacional de Medio Ambiente Aqua                                           | Consejería de Obras Públicas y Urbanismos de la Generalidad Valenciana                                                                                           |
| 2001 | Premio Nacional “Lucas Mallada" de Economía y Medio Ambiente                     | Diego Azqueta Oyarzun y Carlos Romero López |
| 2001 | Premio Nacional «Félix Rodríguez de la Fuente de Conservación de la Naturaleza»  | Miguel Delibes de Castro |
| 2001 | Premio Nacional de Medio Ambiente mención especial                               | Juan Varela Simó |
| 2001 | Premio Nacional de Medio Ambiente y Empresa                                      | Caja de Ahorros del Mediterráneo |
| 2001 | Premio Nacional de Parques Nacionales                                            | Borja Cardelús Muñoz-Seca |
| 2002 | Premio Nacional de Medio Ambiente Aqua                                           | Grupo de Emisarios Submarinos e Hidráulica Ambiental de la Universidad de Cantabria                                                                              |
| 2002 | Premio Nacional “Lucas Mallada" de Economía y Medio Ambiente                     | Pablo Campos Palacín, investigador del CSIC |
| 2002 | Premio Nacional «Félix Rodríguez de la Fuente de Conservación de la Naturaleza»  | WWF/Adena y Xavier Pastor |
| 2002 | Premio Nacional de Medio Ambiente y Empresa                                      | Sociedad Cooperativa de Comercialización Agraria (COATO) |
| 2002 | Premio Nacional de Periodismo Ambiental                                          | Gustavo Catalán Deus, periodista de El Mundo |
| 2003 | Premio Nacional de Medio Ambiente                                                | José Antonio Valverde, "padre" del Parque nacional y natural de Doñana y Javier de Sebastián, primer director-conservador del Parque nacional de Picos de Europa |
| 2003 | Premio Nacional de Medio Ambiente Aqua                                           | Narigota, serie animada de televisión |
| 2003 | Premio Nacional “Lucas Mallada" de Economía y Medio Ambiente                     | Ramón Tamames |
| 2003 | Premio Nacional «Félix Rodríguez de la Fuente de Conservación de la Naturaleza»  | Mónica Fernández-Aceytuno |
| 2003 | Premio Nacional de Periodismo Ambiental                                          | Silvia García, redactora de Antena 3 y Javier Grégori periodista de la Cadena SER                                                                                |
| 2004 | Premio Nacional “Lucas Mallada" de Economía y Medio Ambiente                     | Federico Aguilera Klink |
| 2004 | Premio Nacional «Félix Rodríguez de la Fuente de Conservación de la Naturaleza»  | Ecologistas en Acción y Martí Boada |
| 2004 | Premio Nacional de Periodismo Ambiental                                          | Antonio Cerrillo y José María Montero Sandoval |
| 2005 | Premio Nacional “Lucas Mallada" de Economía y Medio Ambiente                     | Mari Carmen Gallastegi |
| 2005 | Premio Nacional «Félix Rodríguez de la Fuente de Conservación de la Naturaleza»  | Mario Gaviria Labarta |
| 2005 | Premio Nacional de Periodismo Ambiental                                          | María José Picó Garcés y Arturo Larena Larena |
| 2007 | Premio Nacional de Medio Ambiente y Empresa                                      | Empresa de Aceros Inoxidables ACINOX Las Tunas |
| 2008 | Premio Nacional de Medio Ambiente                                                | El concejo de Caso (Asturias) |
| 2009 | Premio Nacional “Lucas Mallada" de Economía y Medio Ambiente                     | Santiago José Rubio Jorge, economista |
| 2009 | Premio Nacional «Félix Rodríguez de la Fuente de Conservación de la Naturaleza»  | Fondo para la Protección de los Animales Salvajes (FAPAS) |
| 2009 | Mención de honor «Félix Rodríguez de la Fuente de Conservación de la Naturaleza» | José Fernández Blanco |
| 2009 | Mención de honor «Félix Rodríguez de la Fuente de Conservación de la Naturaleza» | Fundación Océana |
| 2009 | Mención de honor «Félix Rodríguez de la Fuente de Conservación de la Naturaleza» | Red de semillas «Resembrando e intercambiando» |
| 2021 | Premio Nacional “Lucas Mallada" de Economía y Medio Ambiente                     | Cales de Pachs, empresa fabricante de cal, «por su labor en el desarrollo e innovación tecnológica en busca de la sostenibilidad»                                |
| 2021 | Premio Nacional «Félix Rodríguez de la Fuente de Conservación de la Naturaleza»  | Fundación Global Nature y Fundación Oxígeno |